# Helsingin NMKY
Helsingin Nuorten Miesten Kristillinen Yhdistys (kurz Helsingin NMKY, HNMKY; Deutsch: Christlicher Verein Junger Männer Helsinkis) ist eine Organisation in der finnischen Hauptstadt Helsinki. Ihre Basketballabteilung gehört mit sieben nationalen Meisterschaften zu den erfolgreichsten Basketballmannschaften Finnlands.
Der Helsinkier NMKY wurde 1888 gegründet. Die Basketballabteilung der Männer gewann ab 1946 sieben finnische Meisterschaften. Nach der Saison 2008/09 meldete der HNMKY seine Männer- und Frauenmannschaft vom Spielbetrieb ab.

## Basketball

### Erfolge
- Finnische Meisterschaft:
  - 1. Platz: 7-mal (1946, 1947, 1984, 1985, 1987, 1989, 1992)
  - 2. Platz: 3-mal (1948, 1972, 1988)
  - 3. Platz: 8-mal (1944, 1962, 1963, 1965, 1969, 1971, 1986, 1990)

- Mannschaft des Jahres (Finnland): 1984

### Bekannte Spieler
- Gordon Herbert (* 1959), 1990/91 im Verein
- Martti Kuisma
- Pekka Lähdetniemi
- Jarmo Laitinen
- Jonathan Moore
- Hanno Möttölä (* 1976), 1994 bis 1996 im Verein
- Petri Niiranen
- Sakari Pehkonen
- Timo Saarelainen
- Mikael Salmi

### Bekannte Trainer
- Henrik Dettmann (* 1958), 1973 bis 1992 im Verein, 1986 bis 1992 Cheftrainer

## Orientierungslauf
Die Frauenstaffel von HNMKY gewann 1989 mit dem Aufgebot Annamari Vierikko, Marita Kymäläinen, Ulla Mänttäri und Kirsi Tiira die Venlojen viesti. 1987, 1988, 1989 und 1991 gewann die Frauenstaffel auch die finnische Meisterschaft. Eine weitere Läuferin des Vereins dieser Zeit war Kirsi Tiiras Schwester Johanna Tiira.